# Сайріл (Оклахома)
Сайріл (англ. Cyril) — місто (англ. town) в США, в окрузі Каддо штату Оклахома. Населення — 827 осіб (2020).

## Географія
Сайріл розташований за координатами 34°53′55″ пн. ш. 98°12′11″ зх. д. / 34.89861° пн. ш. 98.20306° зх. д. (34.898657, -98.203040).  За даними Бюро перепису населення США в 2010 році місто мало площу 1,54 км², уся площа — суходіл.

## Демографія
Згідно з переписом 2010 року, у місті мешкало 1059 осіб у 441 домогосподарстві у складі 290 родин. Густота населення становила 687 осіб/км².  Було 524 помешкання (340/км²).
Расовий склад населення:
| - 81,2 % — білих - 11,0 % — корінних американців - 0,8 % — чорних або афроамериканців - 0,3 % — азіатів |

До двох чи більше рас належало 5,9 %. Частка іспаномовних становила 5,0 % від усіх жителів.
За віковим діапазоном населення розподілялося таким чином: 27,9 % — особи молодші 18 років, 53,5 % — особи у віці 18—64 років, 18,6 % — особи у віці 65 років та старші. Медіана віку мешканця становила 36,7 року. На 100 осіб жіночої статі у місті припадало 89,4 чоловіків;  на 100 жінок у віці від 18 років та старших — 84,1 чоловіків також старших 18 років.
Середній дохід на одне домашнє господарство  становив 45 069 доларів США (медіана — 46 382), а середній дохід на одну сім'ю — 53 739 доларів (медіана — 51 734). За межею бідності перебувало 18,6 % осіб, у тому числі 21,7 % дітей у віці до 18 років та 10,7 % осіб у віці 65 років та старших.
Цивільне працевлаштоване населення становило 395 осіб. Основні галузі зайнятості: роздрібна торгівля — 23,8 %, мистецтво, розваги та відпочинок — 15,4 %, сільське господарство, лісництво, риболовля — 13,9 %, освіта, охорона здоров'я та соціальна допомога — 12,9 %.